# Tempelkrog
Tempelkrog är en vik i Danmark. Den ligger i den östra delen av landet. Viken har anslut till Bramsnæs Bugt och är en del av Isefjorden.